# Comuna Stanovo, Muncaci
Stanovo (în ucraineană Станово) este o comună în raionul Muncaci, regiunea Transcarpatia, Ucraina, formată din satele Handerovîțea și Stanovo (reședința).

## Demografie
Componența lingvistică a comunei Stanovo
     Ucraineană (99,37%)
     Alte limbi (0,55%)
Conform recensământului din 2001, majoritatea populației comunei Stanovo era vorbitoare de ucraineană (99,37%), existând în minoritate și vorbitori de alte limbi.